# Mihai Cantuniari
Mihai Cantuniari (n. 14 februarie 1945, București) este un poet și traducător român. 

## Studii
A absolvit liceul Matei Basarab in 1962 si Facultatea de Limbi Romanice, Clasice și Orientale a Universității din București, in 1967

## Opere publicate
- Poezii, 1977
- Ultramar, 1978
- Plante carnivore, 1980
- Nova, 1980
- Amadeus, 1983
- Barbatul cu cele trei morti ale sale din ciclul Omul ca iarba, jurnal intim, memorii, 2007[1]

## Traduceri
A tradus din César Vallejo, Mario Vargas Llosa, si O. Lara.